# La Tour-Saint-Gelin
La Tour-Saint-Gelin és un municipi francès, situat al departament de l'Indre i Loira i a la regió de Centre – Vall del Loira. L'any 2007 tenia 549 habitants.

## Demografia

### Població
El 2007 la població de fet de La Tour-Saint-Gelin era de 549 persones. Hi havia 220 famílies, de les quals 60 eren unipersonals (28 homes vivint sols i 32 dones vivint soles), 76 parelles sense fills, 60 parelles amb fills i 24 famílies monoparentals amb fills.
La població ha evolucionat segons el següent gràfic:
Habitants censats

### Habitatges
El 2007 hi havia 316 habitatges, 232 eren l'habitatge principal de la família, 57 eren segones residències i 26 estaven desocupats. 307 eren cases i 8 eren apartaments. Dels 232 habitatges principals, 198 estaven ocupats pels seus propietaris, 30 estaven llogats i ocupats pels llogaters i 4 estaven cedits a títol gratuït; 10 tenien dues cambres, 39 en tenien tres, 61 en tenien quatre i 122 en tenien cinc o més. 195 habitatges disposaven pel capbaix d'una plaça de pàrquing. A 98 habitatges hi havia un automòbil i a 98 n'hi havia dos o més.

### Piràmide de població
La piràmide de població per edats i sexe el 2009 era:
| Homes | Edats   | Dones |
| ----- | ------- | ----- |
| 0     | 95 o +  | 0     |
| 4     | 90 a 94 | 0     |
| 8     | 85 a 89 | 4     |
| 8     | 80 a 84 | 4     |
| 0     | 75 a 79 | 16    |
| 40    | 70 a 74 | 28    |
| 16    | 65 a 69 | 12    |
| 8     | 60 a 64 | 16    |
| 20    | 55 a 59 | 16    |
| 16    | 50 a 54 | 8     |
| 24    | 45 a 49 | 28    |
| 20    | 40 a 44 | 12    |
| 8     | 35 a 39 | 20    |
| 16    | 30 a 34 | 20    |
| 16    | 25 a 29 | 12    |
| 12    | 20 a 24 | 4     |
| 20    | 15 a 19 | 24    |
| 16    | 10 a 14 | 20    |
| 12    | 5 a 9   | 16    |
| 12    | 0 a 4   | 8     |

## Economia
El 2007 la població en edat de treballar era de 305 persones, 223 eren actives i 82 eren inactives. De les 223 persones actives 207 estaven ocupades (116 homes i 91 dones) i 16 estaven aturades (8 homes i 8 dones). De les 82 persones inactives 35 estaven jubilades, 21 estaven estudiant i 26 estaven classificades com a «altres inactius».

### Ingressos
El 2009 a La Tour-Saint-Gelin hi havia 240 unitats fiscals que integraven 575,5 persones, la mediana anual d'ingressos fiscals per persona era de 15.463 €.

### Activitats econòmiques
Dels 18 establiments que hi havia el 2007, 1 era d'una empresa de fabricació d'altres productes industrials, 9 d'empreses de construcció, 4 d'empreses de comerç i reparació d'automòbils, 2 d'empreses d'hostatgeria i restauració, 1 d'una empresa immobiliària i 1 d'una entitat de l'administració pública.
Dels 9 establiments de servei als particulars que hi havia el 2009, 1 era un paleta, 1 guixaire pintor, 4 fusteries, 1 lampisteria, 1 electricista i 1 agència immobiliària.
L'únic establiment comercial que hi havia el 2009 era una carnisseria.
L'any 2000 a La Tour-Saint-Gelin hi havia 34 explotacions agrícoles que ocupaven un total de 1.328 hectàrees.

## Equipaments sanitaris i escolars
El 2009 hi havia una escola elemental integrada dins d'un grup escolar amb les comunes properes formant una escola dispersa.

## Poblacions més properes
El següent diagrama mostra les poblacions més properes.